# Malik Kummi
Malik (Muhammad) Kummi  (geboren um 1528 in Kum; gestorben um 1616) war ein indo-muslimischer Poet.

## Leben
Seine Ausbildung bei Gelehrten und Schriftstellern erwarb er in Kaschan, wo er über einen Zeitraum von 20 Jahren lebte sowie in Qazwin. Schon früh in seiner Jugend erwarb er aufgrund seiner Begabung hohes Ansehen. Später zog er nach Indien um, wo er in Ahmednagar residierte und Protektion durch Nizam Shah I und nach dessen Tod auch die seines Nachfolgers Nizam Shah II genoss.

## Höhepunkt seiner Karriere
Nach der Eroberung Ahmednagars durch Akbar I. und einer kurzzeitigen Anstellung als Dichter am Hofe von ‘Abd al-Rahīm Khān i-Khānān, dem er zahlreiche Qaṣāʾid widmete, wurde er an das Gericht von Bijapur als Poet laureatus berufen. In Zusammenarbeit mit Zuhuri (1537–1616), dessen Schwiegervater er war, entstanden zahlreiche Werke. Kurz vor seinem Tod lebte Kummi, dessen Charakter sehr geschätzt wurde, zurückgezogen. Sowohl Kummi, als auch Zuhuri gelten als einzige relevante Dichter ihrer Zeit.